# Passiflora odontophylla
Passiflora odontophylla är en passionsblomsväxtart som beskrevs av Hermann August Theodor Harms och Auguste François Marie Glaziou. Passiflora odontophylla ingår i släktet passionsblommor, och familjen passionsblomsväxter. Inga underarter finns listade i Catalogue of Life.